# واشینگتن کورت هاوس (اوهایو)
واشینگتن کورت هاوس(به انگلیسی: Washington Court House) شهری در ایالت اوهایو کشور ایالات متحده آمریکا است که جمعیت آن در سرشماری سال ۲۰۱۰ میلادی، ۱۴٬۱۹۲ نفر بوده‌است.